# Eine Motte flog zum Licht
Eine Motte flog zum Licht ist ein deutscher Stummfilm von und mit Fern Andra.

## Handlung
Fern, das Zirkuskind, zieht mit ihren armen Eltern, die als zirzensische Gaukler auftreten, durch die Lande. Eines Tages lernt sie an einem fürstlichen Hofe während einer Darbietung den Kronprinzen kennen, der ihr die Möglichkeit anbietet, ihren Traum wahr werden zu lassen, Zirkustänzerin zu werden. En passant wird sie die Geliebte des Thronfolgers, der allerdings, als er selbigen nach dem Tode des Vaters besteigt, sich ihrer als nicht standesgemäß entledigt. Dennoch entlässt er Fern nicht mittellos, sondern gibt ihr einen großen Geldbetrag mit auf den weiteren Lebensweg. Doch der Tänzerin bedeutet seine Hoheit weit mehr, sie kann ihre Liebe nicht vergessen und so verschleudert sie all das Geld, um ihren Trennungsschmerz zu betäuben.
Fern sinkt sozial von Stufe zu Stufe, bis sie eines Tages hungernd und frierend zu einem Zirkus gelangt und um Aufnahme bettelt. Der Direktor war einst bei ihrem Vater angestellt und hatte an dem kleinen Mädchen einen Narren gefressen. Der Zirkusdirektor lässt Fern zur Seiltänzerin fortbilden, und so gut ausgestattet, wird sie bald zur Attraktion des kleinen Zirkus. Eines Tages erscheint zu einer Vorstellung der einstige Prinz und jetzige Herrscher und nimmt in der Hofloge Platz. Der Anblick ihres früheren Liebsten verwirrt die hoch unter der Zirkuskuppel balancierende Seiltänzerin derart, dass sie für einen Moment unkonzentriert ist und vor den Augen seiner Hochwohlgeboren in die Tiefe stürzt.

## Produktionsnotizen
Eine Motte flog zum Licht wurde vermutlich im späten Frühling 1915 gedreht und im September desselben Jahres in die Kinos gebracht. Der Vierakter war 1606 Meter lang.
Der Film war der erste, der in dem für Andras späteren Arbeiten bevorzugten Milieu der Zirkusleute spielte.

## Kritiken
„Eine dem Artistenleben entnommene außerordentlich wirkungsvolle Handlung erscheint schon durch das meisterhafte der reizenden Hauptdarstellerin Fern Andra glänzend durchgeführt. (…) Besonders beachtenswert ist bei diesem Film die ganz ausgezeichnet durchgeführten Zirkusszenen, wobei sich Fern Andra auch als hervorragende Drahtseilkünstlerin zeigt. Die Drahtseilproduktion in der Zirkuskuppel, wobei keine Tricks zur Anwendung kommen, sind allein sehenswert und erhöhen wesentlich das Interesse für das ganz hervorragende Bild.“

Kay Weniger schreibt zum thematischen Umfeld in Fern Andras Arbeiten, für das Eine Motte flog zum Licht als archetypisch gelten kann: „Andras filmische Rührstücke, die mit Vorliebe in der Welt des Adels oder im Zirkusmilieu angesiedelt waren, fanden während des 1. Weltkriegs ein dankbares Publikum und trugen so ergreifende Titel wie „Ernst ist das Leben“, „Es fiel ein Reif in der Frühlingsnacht“ und „Der Seele Saiten schwingen nicht“.“
Über das für Andra-Inszenierungen typische Finale meinte die Lichtbild-Bühne:

„…und so klingt das Stück als eine tief ergreifende Tragödie aus.“